# Linx del Turquestan
El linx del Turquestan (Lynx lynx isabellinus) és una subespècie del linx nòrdic originària de l'Àsia central. També se'l coneix com a linx de l'Àsia central, linx tibetà o linx de l’Himàlaia. Està estès des de l’oest de l’Àsia central, l'Àsia meridional fins a la Xina i Mongòlia. El 2013 foren notificats 27.000 individus madurs a la Xina. I el 2015, la UICN catalogà el linx del Turquestan com a Vulnerable a l'Uzbekistan.

## Taxonomia
Felis isabellina fou el nom científic proposat per Edward Blyth el 1847 per a una pell de linx del Tibet. El 1904 Richard Lydekker proposà el nom trinomial Lynx lynx wardi per als espècimens de les muntanyes de l'Altai. Tanmateix, la majoria dels autors ho van considerar com a sinònim de Lynx lynx isabellinus. Calen investigacions addicionals per a considerar-lo com a subespècie independent o no. Avui dia, wardi de vegades es considera un sinònim d'isabellinus.

## Distribució i hàbitat
El linx de Turquestan és una de les subespècies més esteses del linx euroasiàtic. A l’Àsia central, el linx del Turquestan viu principalment en boscos oberts i estepes. També es troba a les serralades i les regions agrestes i desèrtiqies de l'Àsia central. Al sud d'Àsia, es troba al vessant nord de l'Himàlaia, i se l'ha notificat tant en boscos espessos de matollar com per zones estèrils i rocoses per sobre de la línia d'arbres. El linx del Turquestan viu a la zona de Ladakh, al Caixmir, a l'Himachal Pradesh i a altres estats indis de la regió de l'Himàlaia. Al sud de la Xina, se'n té registre esporàdicament a tot l’altiplà tibetà.